# そよら鈴鹿白子
そよら鈴鹿白子（そよらすずかしろこ）は、三重県鈴鹿市白子駅前に所在し、イオンリテールが運営するショッピングセンター。

## 概要
イオンリテールが2020年以降展開している都市型ショッピングセンター「そよら」の三重県初出店となる施設として、2021年2月20日までこの地で営業していた白子ショッピングタウンサンズ（以下、「白子サンズ」）の跡地に建設された。
店舗規模は白子サンズ時代から縮小し、食品、医薬品、化粧品などの生活必需品に集約し、それらをコンパクトにまとめた商業施設となる。
また、白子サンズで展示されていたからくり時計のロボット「サンちゃん」と「ズン太くん」が当施設2階のギャザリングスペースに展示される（建て替え中は三重県津市のイオン津ショッピングセンターに展示されていたが、同施設は2024年2月12日に閉館した）。

## テナント

### イオンスタイル鈴鹿白子
当施設の核店舗となる総合スーパー（GMS）。白子サンズの核店舗として入居していたイオン白子店（旧・ジャスコ白子店）の後継店舗である。
従来型GMSであったイオン白子店とは異なり、最新型フォーマット「イオンスタイル」としての出店であり、特定の品目（食品、医薬品、化粧品、日用品、デイリー衣料、ベビー・キッズ用品）に特化した構成となる。ネットスーパー取扱店舗となり、ネットスーパーで注文した商品を店頭にて受け取れるサービス「ピックアップ!」も実施する（車に乗ったまま受け取る「ドライブピックアップ!」、店内の専用カウンターで受け取る「カウンターピックアップ!」、店舗入り口のロッカーで受け取る「ロッカーピックアップ!」の3種類）。

### 専門店
クリーニング店などの11の専門店とクリニックが出店している。
専門店としては、スガキヤのたこ焼き店である「たこ寿」の1号店が入居する。また、オープンから約5か月後の9月4日に開店したバーガーキングは、三重県内では初出店である。
詳細は公式サイトのショップリストを参照。

## フロア構成
| 階 | フロア概要                                                                       |
| -- | -------------------------------------------------------------------------------- |
| 2F | イオンスタイル（ヘルス&ビューティ・日用品・デイリー衣料・ベビー&キッズ）・専門店 |
| 1F | イオンスタイル（食品）・専門店                                                   |

## 周辺
- 白子駅
- 江島総合スポーツ公園
- 鈴鹿警察署